# Hard Truck: 18 Wheels of Steel
 (octobre 2020).
Le contenu est difficilement compréhensible vu les erreurs de traduction, qui sont peut-être dues à l'utilisation d'un logiciel de traduction automatique.
Hard Truck: 18 Wheels of Steel est un jeu vidéo de simulation de camion développé par SCS Software et publié par ValuSoft . C'est la première entrée de la série 18 Wheels of Steel et également une partie de la série Hard Truck.

## Système de jeu
Hard Truck: 18 Wheels of Steel met le joueur dans un rôle de chauffeur de camion, avec un peu d'argent pour les dépenses initiales. Il y a trois emplacements à choisir au départ, chacun avec ses propres villes et entrepôts. Au départ d'une ville donnée, plusieurs offres vous attendent, chacune avec des informations spécifiques: l'exigence d'expérience du conducteur, le type de marchandise et sa fragilité, l'emplacement final, la récompense en argent ainsi que le délai de livraison prévu.  Toute commande peut avoir des exigences supplémentaires telles que le parfait état (dommages plus importants, moins de revenus), les marchandises qui dépassent le nombre autorisé (obligeant le conducteur à éviter les contrôles de poids), ou les marchandises dangereuses (qui nécessitent un certificat spécial).  Si le joueur décide de ne pas accepter la commande, après un certain temps, la remorque contenant le matériel disparaîtra. Cependant, en l'approchant et en ajoutant la marchandise au camion, il doit être livré, même s'il n'est pas rentable à la fin.
Le but est de transporter des choses de ville en ville tout en essayant de remplir les conditions. Si le joueur parvient à le faire, la reconnaissance de l'entreprise sous forme de prestige augmentera avec le gain d'argent.  Mais si la tâche échoue, le joueur se verra facturer des amendes pouvant dépasser la valeur du report lui-même.
Le jeu offre plusieurs perspectives de visualisation. Dans la vue à la première personne, le joueur peut voir tout ce qui se trouve devant lui avec la souris utilisée pour s'incliner.  Pendant ce temps, l'aspect aérien permet de surveiller tout ce qui se trouve à proximité, avec une rotation de 360° autour du camion.